# Pamphobeteus
Pamphobeteus es un género de arañas migalomorfas de la familia Theraphosidae. Son originarias de Panamá y norte de Sudamérica.  

## Especies
Según The World Spider Catalog 11.0:
- Pamphobeteus antinous (Pocock, 1903co)
- Pamphobeteus augusti (Simon, 1889)
- Pamphobeteus crassifemur (Bertani, Fukushima & Silva, 2008)
- Pamphobeteus ferox (Ausserer, 1875)
- Pamphobeteus fortis (Ausserer, 1875)
- Pamphobeteus grandis (Bertani, Fukushima & Silva, 2008)
- Pamphobeteus insignis (Pocock, 1903)
- Pamphobeteus nigricolor (Ausserer, 1875)
- Pamphobeteus ornatus (Pocock, 1903)
- Pamphobeteus petersi (Schmidt, 2002)
- Pamphobeteus ultramarinus (Schmidt, 1995)
- Pamphobeteus vespertinus (Simon, 1889)

## Relación con ranas
Estas tarántulas pueden comer ranas y otros pequeños vertebrados, pero, a veces, esta tarántula comparte madriguera con ranas del especie Chiasmocleis royi . Los científicos han visto múltiples ranas y arañas, tanto adultas como jóvenes, saliendo de la misma madriguera para buscar comida. Generalmente, las ranas se alejan más de la madriguera que las arañas. No comparten actividades durante la noche.
Los científicos han visto tarántulas jóvenes atrapar y recoger pequeñas ranas exactamente de la misma manera que sus presas. Sin embargo, en lugar de morder, tocan la rana con la boca y luego la vuelven a poner ilesa. Se cree que los químicos en la piel de la rana le saben mal a la tarántula.
Los científicos no están seguros de si se trata de un caso de comensalismo o de mutualismo. La rana se beneficia de la relación porque puede esconderse de la luz del sol en una madriguera segura. Sin embargo, no está claro si la tarántula se beneficia. Se han visto larvas de moscas parásitas en crías de este tipo de tarántula, por lo que es posible que las ranas maten a las moscas que se aventuran en la madriguera.